# Летинги
Летингите (Lethinges; Letingi; Lethings) са кралска династия на лангобардите през 5 и 6 век, до 546 г.
Основател на династията е крал Летук (Лето), първият крал на лангобардите, последният е Валтари. При Летингите, лангобардите мигрират от района на Елба в Панония на Дунав. Най-известен е крал Вахо.
Крале от род Летинги:
- Летук († ок. 470)
- Хилдеок (470; † ок. 478)
- Годеок (425 – 490)
- Клафо (490 – † 500)
- Тато (500 – † 510)
- Вахо (510 – † 540)
- Валтари (540 – 546)